# Mazerolles-du-Razès
Mazerolles-du-Razès é uma comuna francesa na região administrativa de Occitânia, no departamento de Aude. Estende-se por uma área de 8,22 km². Em 2010 a comuna tinha 156 habitantes (densidade: 19 hab./km²).